# Эммануил Филиберт
Эммануил Филиберт (итал. Emanuele Filiberto I di Savoia; 8 июля 1528, Шамбери — 30 августа 1580, Турин) — герцог Савойский. Сын Карла III и Беатрисы Португальской.

## Биография
Когда его отец был вынужден в борьбе Франции с Испанией встать на сторону последней, Эммануил поступил на службу в испанскую армию (1545 год) и быстро завоевал себе репутацию одаренного полководца. После перемирия 1556 года он получил под командование нидерландскую армию и в 1557 году разбил французов при Сен-Кантене, что привело к заключению мира в Като-Камбрези в 1559 году. По одному из условий мирного договора Эммануил получил обратно свои владения.
Страна была разорена, но он довольно быстро сумел восстановить её благосостояние. При нём столица Савойи была перенесена в 1563 году из Шамбери в Турин.
В ходе разразившегося в Португалии в 1580 г. кризиса престолонаследия был одним из претендентов на престол вместе со своим сыном.

## Брак и дети
После заключения Като-Камбрезийского мира в 1559 году Эммануил Филиберт женился на сестре французского короля Генриха II Маргарите де Валуа.
В браке родился единственный сын — Карл Эммануил, будущий герцог Савойский Карл Эммануил I.